# STS-36
是历史上第三十四次航天飞机任务，也是亚特兰蒂斯号航天飞机的第六次太空飞行。任务内容为美国国防部机密，据信发射载荷为迷雾卫星。

## 任务成员
- 约翰·克雷顿（John O. Creighton，曾执行、以及任务），指令长
- 约翰·卡斯帕（John Casper，曾执行、以及任务），飞行员
- 理查德·穆莱恩（Richard Mullane，曾执行、以及任务），任务专家
- 大卫·希尔默斯（David C. Hilmers，曾执行、以及任务），任务专家
- 皮埃尔·苏厄特（Pierre J. Thuot，曾执行、以及任务），任务专家